# ترويكا (رقصة)
رقصة الترويكا هي رقصة روسية شعبية يرقص فيها رجل وامرأتان.